# Glen Campbell, Pennsylvania
Glen Campbell är en kommun av typen borough i Indiana County i Pennsylvania. Vid 2010 års folkräkning hade Glen Campbell 245 invånare.